# 恩斯特·贡布里希
恩斯特·漢斯·約瑟夫·贡布里希爵士，OM，CBE，FBA（英語：Sir Ernst Hans Josef Gombrich，1909年3月30日—2001年11月3日），英国艺术史学家与艺术理论家。

## 生平
1909年出生于奥匈帝国维也纳一个富有的犹太人家庭，父亲是一位律师，母亲则是钢琴家。其研究范围十分广泛，涉猎艺术史、文化史、造型艺术、音乐、电影、心理学、大众传播学等众多领域。
贡布里希早年就读于维也纳大学，曾师从奥地利艺术史家朱利叶斯·冯·施洛瑟与考古学家伊曼纽尔·勒维，并深受其友卡尔·波普尔影响。他于1939年二战爆发时逃亡到英国，后任教于伦敦大学。1956年至1976年间，贡布里希出任瓦尔堡研究所所长，是瓦尔堡学派的代表人物。他还是英国国家学术院等众多机构与学会的院士、会员。1972年被授予爵位。其代表作包括《艺术的故事》、《艺术与错觉》等。

## 著作
- 《世界小史》（德语：Eine kurze Weltgeschichte für junge Leser；英语：A Little History of the World，1936年）
- 《艺术的故事》（The Story of Art，1950年）已出第16版
- 《艺术与错觉》（Art and Illusion，1960年）
- 《木马沉思录》（Meditations on a Hobby Horse，1963年）
- 《规范与形式》（1966年）
- 《象征的图像》（1972年）
- 《阿佩莱斯的遗产》（1976年）
- 《秩序感》（The Sense of Order ，1979年）
- 《图像与眼睛》（The Image and the Eye，1981年）
- 《敬献集》（Tributes，1984年）
- 《老大师新解》（1986年）
- 《偏爱原始性》（The Preference for the Primitive，2002年）